# Iglesia de troncos de Claybank
La Iglesia de troncos de Claybank es una iglesia histórica ubicada en Ozark, Alabama, Estados Unidos.

## Historia
El edificio es la segunda iglesia en el sitio, reemplazando una estructura similar construida en 1829. El edificio actual fue construido por un ministro metodista, aunque la iglesia también se usó para varias funciones comunitarias. Se cree que es el edificio más antiguo existente en el condado de Dale. En 1873, la congregación construyó una nueva iglesia más cerca del centro de la ciudad. La iglesia de troncos se usó solo esporádicamente después de 1900 y fue comprada por la Claybank Memorial Association en la década de 1960. El interior de la iglesia fue restaurado a su aspecto original en 1980.

## Descripción
La iglesia consta de una sala grande, que mide 30 pies, 5 pulgadas, por 25 pies, 3 pulgadas (aproximadamente 9 por 7,5 metros). Las paredes están formadas por troncos de pino que varían en diámetro de 12 a 15,5 pulgadas (30 a 40 cm) unidos en las esquinas por juntas de cola de milano.
Fue agregado al Registro Nacional de Lugares Históricos el 7 de noviembre de 1976.